# Running on Empty
Running on Empty är ett musikalbum inspelat live av Jackson Browne som lanserades 1977 på Asylum Records. Även om albumet är inspelat live, och i hotellrum under turnén innehåller albumet inga tidigare utgivna låtar av Browne. Alla kompositioner på albumet gavs här ut för första gången. Albumets singlar, titelspåret, "Stay" och "The Hold-Out" nådde alla respektabel placering på Billboard Hot 100-listan, och "Stay" blev Brownes största brittiska hitsingel. Titelspåret fanns med i filmen Forrest Gump.
Albumet nominerades till en Grammy för "årets album", men priset gick till soundtracket till filmen Saturday Night Fever. Enligt RIAA hade albumet sålt guld 1977, och platina 1978.

## Låtlista
1. "Running on Empty" (Browne) – 5:20
2. "The Road" (Danny O'Keefe) – 4:50
3. "Rosie" (Browne, Donald Miller) – 3:37
4. "You Love the Thunder" (Browne) – 3:52
5. "Cocaine" (Browne, Reverend Gary Davis, Glenn Frey) – 4:55
6. "Shaky Town" (Danny Kortchmar) – 3:36
7. "Love Needs a Heart" (Browne, Valerie Carter, Lowell George) – 3:28
8. "Nothing but Time" (Browne, Howard Burke) – 3:05
9. "The Load-Out" (Browne, Bryan Garofalo) – 5:38
10. "Stay" (Maurice Williams) – 3:28

## Listplaceringar
- Billboard 200, USA: #3[2]
- UK Albums Chart, Storbritannien: #28[3]
- Nederländerna: #24[4]